# 115. pehotni polk (ZDA)
Za druge 115. polke glej 115. polk.
115. pehotni polk (angleško 115th Infantry Regiment) je pehotni polk kopenske nacionalne garde iz Marylanda.
Trenutno polk sestavlja le en bataljon in sicer 1. bataljon, 115. pehotni polk, ki je v sestavi 3. brigade 29. pehotne divizije (lahke). 